# Eikosapentaenoična kiselina
Eikosapentaenoična kiselina (EPA) je omega-3 masna kiselina. EPA je strukturom karboksilna kiselina s 20 ugljikovih lanaca i 5 dvostrukih veza od kojih se prva nalazi na trećem ugljikovu atomu od kraja omege. 
EPA-u čovjekovo tijelo dobiva direktno iz ribljeg ulja ili mijenjanjem linolenske kiseline, iako uz učinkovitost od tek 5% u muškaraca i nešto više u žena. Također, EPA je polazišna kiselina (prekursor) u sintezi dokosaheksaenoične kiseline.